# The Tonight Show Starring Johnny Carson

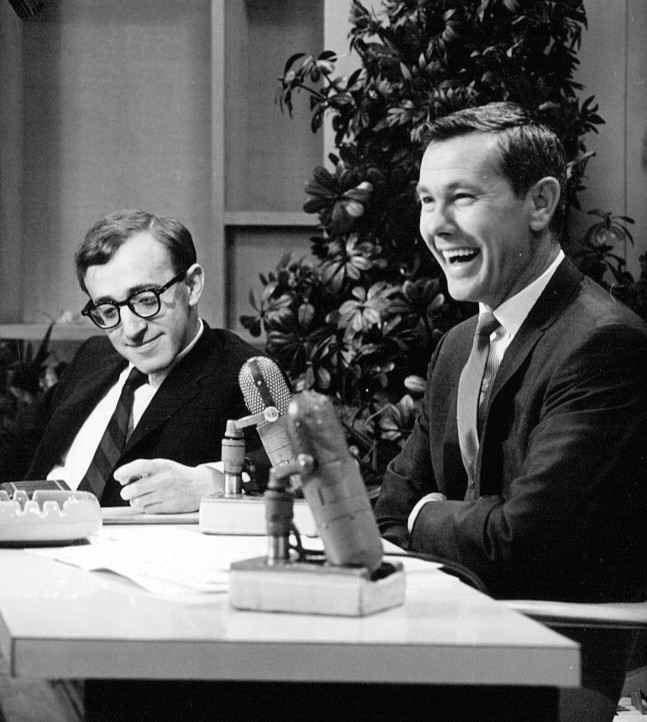
Johnny Carson (till höger) med Woddy Allen som gäst, 1964.

The Tonight Show Starring Johnny Carson var en pratshow med Johnny Carson, i The Tonight Show-konceptet. Han tog över efter Jack Paar (Tonight Starring Jack Paar). Showen sändes i USA på NBC från den 1 oktober 1962 till den 22 maj 1992. Som bisittare fungerade Ed McMahon. 
Pratshowen bytte sedan namn till The Tonight Show with Jay Leno, då Jay Leno tog över som programledare.